# E262
E262 eller Europaväg 262 är en europaväg som går från Kaunas i Litauen via Lettland till Ostrov i Ryssland. Längd 410 km.

## Sträckning
Kaunas - Ukmergė - (gräns Litauen-Lettland) - Daugavpils - Rēzekne - (gräns Lettland-Ryssland) - Ostrov

## Standard
Vägen är landsväg hela sträckan, förutom en kort bit 2+2-filig väg med mittremsa närmast Kaunas.
Gränskontrollen mot Ryssland har ofta köer som tar flera timmar att passera.

## Anslutningar till andra europavägar
| - E67 - E85 - E272 |  | - E22 - E95 |